# Список умерших в 969 году
В этой статье представлен список известных людей, умерших в 969 году.
См. также: Категория:Умершие в 969 году

## Март
- 12 марта — Му-цзун (37) — 4-й император киданьской династии Ляо.

## Июль
- 11 июля — Ольга — княгиня, правившая Древнерусским государством с 945 до 960 года после гибели мужа, Великого князя Киевского Игоря Старого. Первая из Рюриковичей приняла христианство ещё до официального крещения Руси; святая равноапостольная Русской православной церкви.
- 18 июля — Фолькмар — церковный деятель Священной Римской империи, Архиепископ Кёльнский (965—969).

## Декабрь
- декабрь — Никифор II Фока — военачальник, затем византийский император (963—969)

## Точная дата смерти неизвестна
- Гумберт — маркграф Тосканы (936—969), герцог Сполето и маркграф Камерино (943—947).
- Иейав ап Идвал — король Гвинеда (950—969)
- Матфред — виконт Нарбонна (ок. 934—969).
- Михайло Крешимир II — король Хорватии (949—969) из династии Трпимировичей
- Одельрик Реймский — архиепископ Реймса (962—969)